# مقاطعة مسكنغم (أوهايو)
مقاطعة مسكنغم (بالإنجليزية: Muskingum County)‏ هي إحدى مقاطعات ولاية أوهايو في الولايات المتحدة الأمريكية.

## أعلام
- ميلفيل كلايد كيلي
- كلارنس جونز
- أوسكار شيبارد